# NTT歌劇合唱團
NTT歌劇合唱團（英語：NTT Choir）是臺中國家歌劇院自2020年策劃的合唱團培訓計畫，於2019年底對外公開甄選首批25位團員，並每年不定期舉辦甄選，入選團員透過聲樂指導及戲劇肢體雙軌課程，另根據該年度歌劇演出內容，額外增設舞蹈肢體、法語、舞台彩妝等課程，培育團員專業舞台表演能力，並以獨、重唱參與歌劇院年度歌劇製作。

## 歷年合唱指導
- 2020-2022年：楊宜真[4]
- 2023年：林慧芬
- 2024年：王郁馨

## 歷年參與演出作品

### 2020年
- NTT遇見巨人—浦契尼歌劇波希米亞人[5]

### 2021年
- 夏日放／FUN時光—洪伯定克歌劇糖果屋線上播映[6]
- NTT遇見巨人—華格納歌劇音樂會唐懷瑟[7]

### 2022年
- 夏日放／FUN時光—洪伯定克歌劇糖果屋[8]
- NTT遇見巨人—華格納歌劇唐懷瑟[9]
- NTT遇見巨人—莫札特歌劇魔笛[10]

### 2023年
- NTT遇見巨人— 馬斯內歌劇〈灰姑娘〉

### 2024年
- NTT遇見巨人— 威爾第歌劇〈法斯塔夫〉
- NTT遇見巨人— 雷哈爾輕歌劇〈微笑之國〉